# 雲夢県
雲夢県（うんぼう-けん）は中華人民共和国湖北省孝感市に位置する県。

## 地理
雲夢は湖北省中部、江漢平原東北部に位置し、東は孝南区、西は応城市、南は漢川市、北は安陸市と接する。県域は平原により構成され、緩やかな北高南低の地勢を構成している。

## 歴史
雲夢県は古代荊州の地であり、春秋時代は鄖国、戦国時代は楚国に属した。
秦朝により中国が統一されると、前221年に安陸県が設置され、南北朝時代まで沿襲された。550年（大統16年）、西魏により安陸県南部に雲夢県を新設、県治を雲夢城に設置し、安州の管轄とした。1069年（熙寧2年）、北宋により雲夢県は鎮に降格となり、安陸県に編入されたが、1086年（元祐元年）に雲夢県を復している。1119年（宣和元年）、安州が徳安府と改称されてから、明末の1643年（崇禎16年）、李自成が湖北で政権を樹立し雲夢県を固州と改称された一時期を除き（1645年（順治2年）、雲夢県に改称）、清末まで沿襲された。
中華民国が成立すると1913年の府制廃止に伴い湖北省江漢道に移管され、1926年の道制廃止に伴い省直轄となった。1932年、湖北省は11行政督察区に改編され、雲夢県は第五区（1936年に第三区と改称）されている。
国共内戦により中国共産党の実効支配下に置かれると、1948年4月に雲孝県が成立し、中原解放区江漢区鄂中専署の管轄に置かれた。1949年、雲孝県は雲夢県に改称され、湖北省孝感専区に移管、1959年11月、孝感専区が武漢市に統合されると、その管轄下に置かれた。
1960年8月、雲夢県は一時安陸県に統合されたが、1961年12月に再設置され孝感専区の管轄とされた。1970年、 孝感専区は孝感地区と改称、更に1993年に孝感地区の廃止と地級市としての孝感市が成立するとその管轄とされ現在に至る。

## 行政区画
- 鎮:城関鎮、義堂鎮、曽店鎮、呉鋪鎮、伍洛鎮、下辛店鎮、道橋鎮、隔蒲潭鎮、胡金店鎮
- 郷:倒店郷、沙河郷、清明河郷

## 経済
県政府は農業と工業の振興による経済政策を推進している。農業分野では野菜、食肉、大豆、工業分野では包装資材、医薬品、食品加工が主である。

## 交通
- 鉄道:漢丹線
- 高速道路:漢十高速公路